# Mychonastaceae
Mychonastaceae, porodica zelenih algi iz reda Sphaeropleales. Postoje 22 priznate vrste u dva roda, od kojih je jedan monotipičan.

## Rodovi
1. Mychonastes P.D.Simpson & S.D.Van Valkenburg, 21
2. Pseudodictyosphaerium Hindák, 1